# 山本章子
山本 章子（やまもと あきこ、1979年8月15日 - ）は、日本の国際政治学者。琉球大学人文社会学部国際法政学科准教授。専攻は国際政治史。所属学会はグローバル・ガバナンス学会、日本防衛学会、日本政治学会、日本国際政治学会。

## 概説
北海道出身。外交史を専門としている。国際政治に関心を持ったきっかけとして、高校3年のときに中嶋嶺雄『国際関係論――同時代史への羅針盤』を読んだことをあげている。
2017年、著書『米国と日米安保条約改定――沖縄・基地・同盟』で日本防衛学会第3回猪木正道賞・奨励賞を受賞。
2020年11月、著書『日米地位協定――在日米軍と「同盟」の70年』で石橋湛山賞を受賞。

## 略歴
- 2003年3月 一橋大学法学部卒業
- 2007年3月 一橋大学大学院法学研究科修士課程修了、修士（法学）
- 2007年11月～2012年12月 第一法規株式会社勤務
- 2012年4月 一橋大学大学院社会学研究科博士課程入学
- 2013年4月～2015年3月 日本学術振興会特別研究員（DC2）
- 2015年4月 沖縄国際大学非常勤講師
- 2015年11月 一橋大学大学院社会学研究科博士課程修了、博士（社会学）
- 2018年10月 琉球大学人文社会学部国際法政学科講師
- 2020年4月 琉球大学人文社会学部国際法政学科准教授

## 著書

### 単著
- 『米国と日米安保条約改定――沖縄・基地・同盟』吉田書店、2017年5月、日本防衛学会猪木正道賞奨励賞 - 博士論文を単行本化
- 『米国アウトサイダー大統領――世界を揺さぶる「異端」の政治家たち』朝日選書、2017年12月
- 『日米地位協定――在日米軍と「同盟」の70年』中公新書、2019年5月、石橋湛山記念財団 第41回石橋湛山賞、沖縄協会 第41回沖縄研究奨励賞

### 共著
- 『沖縄と海兵隊――駐留の歴史的展開』旬報社、2016年5月
- 『日常化された境界――戦後の沖縄の歴史を旅する』北海道大学出版会、2017年6月

## 受賞
- 2017年11月 - 日本防衛学会 第3回猪木正道賞・奨励賞 （『米国と日米安保条約改定－沖縄・基地・同盟』
- 2020年1月 - 沖縄協会 第41回沖縄研究奨励賞 （『日米地位協定－在日米軍と「同盟」の70年』 ）
- 2020年10月 - 石橋湛山記念財団 第41回石橋湛山賞 （『日米地位協定ー在日米軍と「同盟」の70年』）

## 映画出演
- 戦車闘争 (映画) - （2020年12月公開 ドキュメンタリー映画[2]）